# Monte Rogòria
Der Monte Rogòria, auch Monte Rogorio oder Motto Croce genannt, ist ein Berg (1184 m ü. M.) in den Vareser Voralpen, die Teil der Luganer Voralpen sind. Er befindet sich im Grenzgebiet zwischen dem Tessin (Schweiz) und der Lombardei (Italien) am Fusse des Monte Lema.

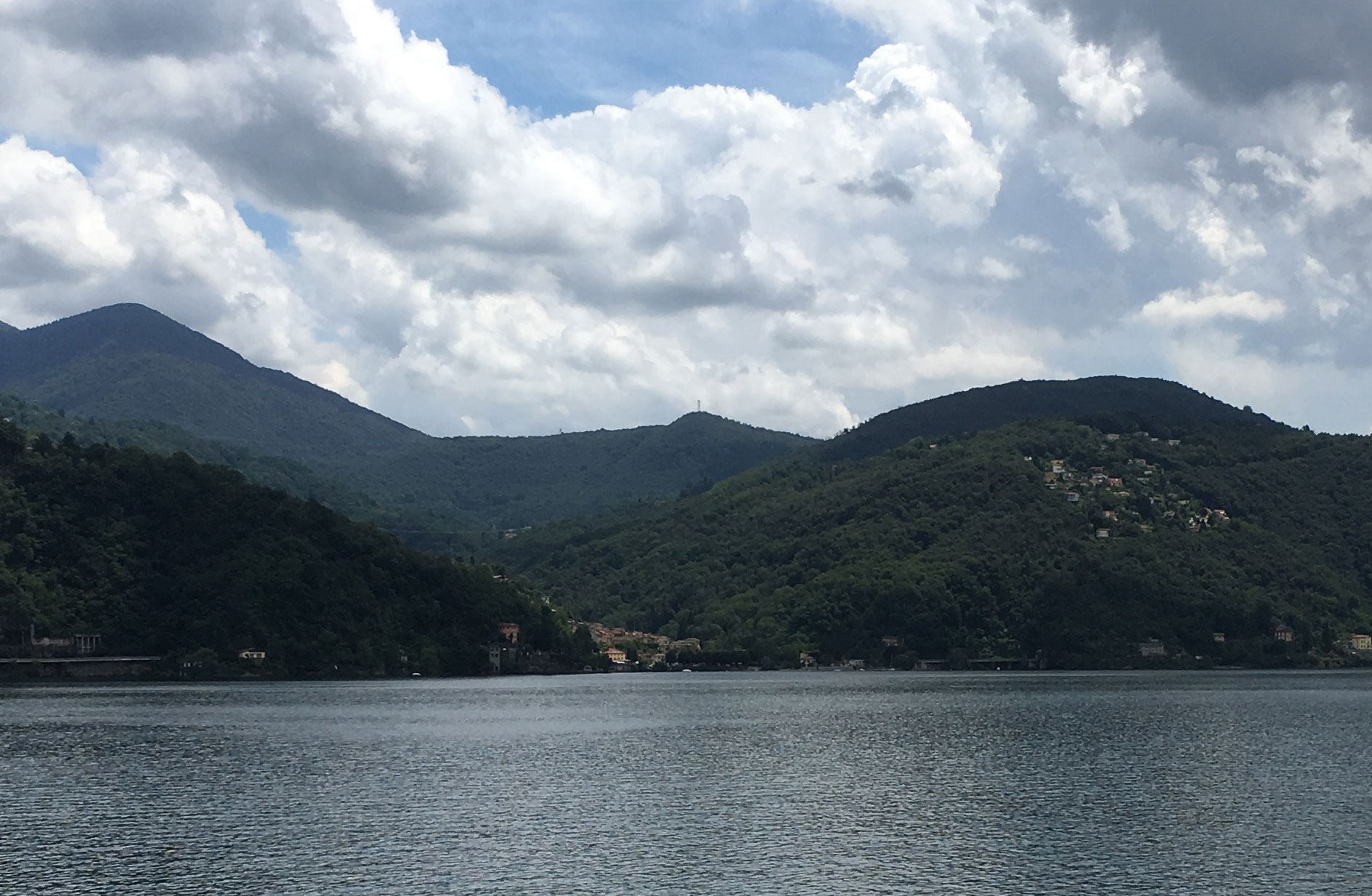
Links am Horizont: Der Monte Rogòria, vom Lago Maggiore aus fotografiert

## Lage und Umgebung
Der Gipfel und der grösste Teil des Monte Rogòria befinden sich auf dem Gebiet der politischen Gemeinde Lema (Schweiz). Die am Rogòriahang auf knapp über 1000 m ü. M. gelegene Alpe di Monte liegt historisch teilweise in der ehemaligen Gemeinde Astano und teilweise in einer Exklave der ehemaligen politischen Gemeinde Bedigliora, wurde historisch aber primär von Astano landwirtschaftlich genutzt. Noch heute sind die Immobilien auf der Alp mehrheitlich im Besitz der Bürgergemeinde Patriziato di Astano. Die Staatsgrenze zu Italien ist rund 330 m Luftlinie und etwa 135 Höhenmeter in nordwestlicher Richtung vom Gipfel entfernt. Das Gebiet auf der italienischen Seite gehört zur Gemeinde Dumenza.
Der Südhang des Monte Rogòria ist zunächst sehr steil, flacht dann aber ab circa 1100 m ü. M. deutlich ab und weist auch ein flaches Gipfelplateau auf. Nordöstlich des Gipfels sinkt das Gelände bis zur Forcola beziehungsweise zum Passo di Monte Faëta auf 1117 m ü. M. ab, von wo aus es dann wieder bis zum Cücch auf 1518 m ü. M. und anschliessend bis zum Monte Lema auf 1619 m ü. M. ansteigt. Der Monte Rogòria ist bis zum Gipfel mehrheitlich bewaldet, wobei die Vegetation unter rund 900 m ü. M. von Edelkastanien und darüber von Buchen sowie Eichen dominiert wird. Er ist wasserreich und entwässert auf der Schweizer Seite über die Lisora in die Tresa und auf der italienischen Seite über den Rio di Colmegna in den Lago Maggiore.
Auf der Spitze bietet sich eine gute Aussicht. So sind im Osten beispielsweise der Monte San Salvatore, der Monte Generoso und der Luganersee sowie im Westen der Lago Maggiore mit den Borromäischen Inseln, das Monte-Rosa-Massiv und bei guter Sicht sogar die Spitze des Matterhorns zu sehen.

## Routen zum Gipfel
Von Süden ist der Monte Rogòria mit einem weiss-rot-weiss markierten Bergwanderweg (Schwierigkeitsgrad T2 gemäss SAC-Wanderskala) erschlossen, der im Nordwesten des Dorfes Astano beim Restaurant Elvezia auf rund 640 m ü. M. beginnt und anschliessend bis zu einer Weggabelung auf 926 m ü. M. ansteigt. Von dort aus umgeht ein Wanderweg den Gipfel im Osten über die Alpe di Monte, während ein zweiter, etwas anspruchsvollerer im Westen unter dem Gipfel vorbeiführt. Die beiden Wege kommen nordöstlich des Gipfels bei der Forcola auf 1117 m ü. M. wieder zusammen, von wo aus weitere Bergwanderwege auf den Monte Lema, nach Miglieglia oder nach Italien führen. Der Gipfel selber ist nicht mit markierten Wegen erschlossen.

## Geschichte
Bis um die Mitte des 20. Jahrhunderts war der Berg über rund 900 m ü. M. kaum bewaldet und bestand in dieser Höhe mehrheitlich aus Weideland. Im Jahr 1850 sollen auf dem Monte Rogòria beispielsweise noch gegen 4000 Ziegen geweidet haben, während die Zahl der Einwohnerinnen und Einwohner Astanos mit 395 Personen rund zehn Mal tiefer war.
Ein Abschnitt der früheren Grenzsperranlage «la Ramina», die der italienische Staat ab den 1890er-Jahren zur Bekämpfung des Schmuggels errichtete, verlief über die Westflanke des Monte Rogòria. Sie befand sich vollständig auf italienischem Staatsgebiet und reichte bis auf den Monte Lema. An manchen Stellen sind die Überreste der Stacheldrahtzäune bis heute gut zu erkennen.